# Wechselapparat
Wechselapparat, так же известен как «Wex» — германский ранцевый огнемёт времён Первой мировой войны, созданный для замены огнемёта «Клейф».

## Описание
Малый огнемёт «Векс» был принят на вооружение в 1917 году для замены более раннего ранцевого огнемёта «Кляйф». Название Wechselapparat буквально означает «сменный аппарат», так как изначально несколько аппаратов этого типа работали при одном шланге и брандспойте. Скоро практика показала, что быстро навинчивать шланг с брандспойтом с одного аппарата на другой затруднительно, поэтому каждый огнемёт был снабжен собственным брандспойтом и шлангом. Но сокращенное название «Векс» закрепилось за данным огнемётом.
«Векс» состоял из приспособления для носки, резервуара для горючей жидкости и баллона для газа (азот). Резервуар для горючей жидкости имел вид спасательного круга емкостью 11 л и был выполнен из жести толщиной в 1,5 мм. Газовый баллон емкостью в 3 литра сварен из 2 мм прочного листового железа и прикреплялся к стойке резервуара с топливом при помощи упорного винта. Ниппелем на баллон монтировался манометр, который в случае поломки мог быть заменён на новый. Для проверки прочности газового баллона, производилась следующая процедура — его накачивали водой через баллонное наполнительное отверстие при закрытом баллонном штуцере. Для заправки баллона газом, его отсоединяли от резервуара, свинчивая упорный винт и гайку штуцера гаечным ключом, а затем из большой азотной бутыли с помощью коленчатой трубки Векса производили наполнение.
Из огнемета Векс можно сделать около 18 огневых выстрелов. Поливка непрерывной огневой струей возможна в течение 20 секунд. Дальность действия струи — около 25 метров. Применение огнемета осуществлялось в соответствии со специальной тактикой.